# El Refugio de los Altos
El Refugio de los Altos är en ort i Mexiko.   Den ligger i kommunen Atotonilco el Alto och delstaten Jalisco, i den centrala delen av landet, 400 km väster om huvudstaden Mexico City. El Refugio de los Altos ligger 1 910 meter över havet och antalet invånare är 204.
Terrängen runt El Refugio de los Altos är varierad. Runt El Refugio de los Altos är det ganska tätbefolkat, med 108 invånare per kvadratkilometer. Närmaste större samhälle är Atotonilco el Alto, 11,5 km sydost om El Refugio de los Altos. I omgivningarna runt El Refugio de los Altos växer huvudsakligen savannskog.